# Janko Hranilović
Janko Hranilović (* 15. Juli 1979) ist ein kroatischer Badmintonspieler. 

## Karriere
Janko Hranilović wurde 1999 erstmals nationaler Titelträger in Kroatien, wobei er im Herrendoppel mit Josip Bare siegte. Weitere Titelgewinne folgten 2002 und 2003 im Doppel mit Vedran Ciganović.

## Sportliche Erfolge
| Saison | Veranstaltung                   | Disziplin    | Platz | Name                                |
| ------ | ------------------------------- | ------------ | ----- | ----------------------------------- |
| 1999   | Kroatien: Einzelmeisterschaften | Herrendoppel | 1     | Josip Bare / Janko Hranilović       |
| 2002   | Kroatien: Einzelmeisterschaften | Herrendoppel | 1     | Vedran Ciganović / Janko Hranilović |
| 2003   | Kroatien: Einzelmeisterschaften | Herrendoppel | 1     | Vedran Ciganović / Janko Hranilović |

## Referenzen
- Janko Hranilović beim Badminton-Weltverband

| Personendaten    | Personendaten                |
| ---------------- | ---------------------------- |
| NAME             | Hranilović, Janko            |
| KURZBESCHREIBUNG | kroatischer Badmintonspieler |
| GEBURTSDATUM     | 15. Juli 1979                |